# Gabriel de Henao
Gabriel de Henao (Valladolid, 20 luglio 1611 – Salamanca, 11 febbraio 1704) è stato un teologo, storico e gesuita spagnolo.

De eucharistiae, 1655

Fu professore di filosofia e teologia all'università di Salamanca.

## Opere
- (LA) Empyreologia, seu philosophia christiana de empyreo cœlo, vol. 1, Lione, Philippe Borde, Laurent Arnaud, Claude Rigaud, 1652.
- (LA) De eucharistiae sacramento venerabili atque sanctissimo, Lione, Philippe Borde, Laurent Arnaud, Claude Rigaud, 1655.
- (LA) Scientia media historice propugnata, Lione, Philippe Borde, Laurent Arnaud, Claude Rigaud, 1655.
- (ES) Averiguaciones de las antiguedades de Cantabria, vol. 1, Salamanca, Eugenio Antonio García, 1689.